# Ludwig Schnorr von Carolsfeld
Pour les articles homonymes, voir Schnorr von Carolsfeld.
Ludwig Schnorr von Carolsfeld, né le 2 juillet 1836 à Munich et mort le 21 juillet 1865 à Dresde, est un ténor allemand du XIXe siècle, connu pour avoir créé le rôle de Tristan dans l'opéra Tristan und Isolde de Richard Wagner. Sa carrière prometteuse fut écourtée par une maladie grave dont il mourut à l'âge de 29 ans.

## Biographie

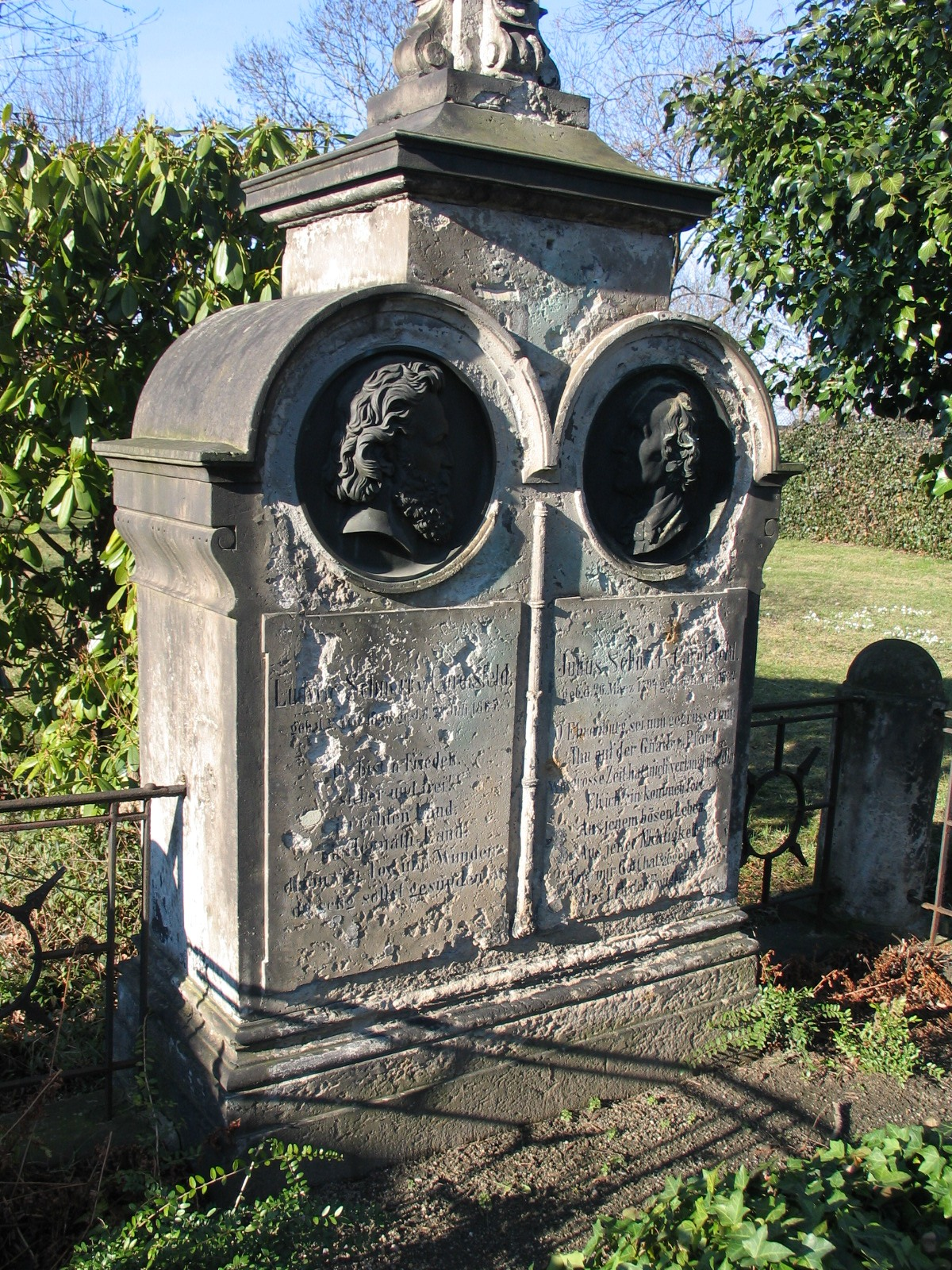
Tombe de Ludwig Schnorr von Carolsfeld, Alter Annenfriedhof, Dresde

Ludwig Schnorr von Carolsfeld naît à Munich le 2 juillet 1836. Il est le fils d’un peintre alors célèbre, Julius Schnorr von Carolsfeld (1794-1872). Il est élève de la Kreuzschule à Dresde, siège du Dresdner Kreuzchor. Cela influence probablement sa décision de ne pas suivre la tradition familiale de devenir un peintre professionnel mais plutôt d'étudier le chant : il prend des leçons au conservatoire de Leipzig.
Il fait ses débuts en 1858 à Carlsruhe. En 1860, il chante également au Semperoper de Dresde et à l'Opéra d'État de Bavière à Munich, dans Norma de Bellini et Der Freischütz de Weber. Il gagne rapidement une réputation de chanteur intelligent et fin, avec une voix forte particulièrement adaptée aux opéras de Richard Wagner et de Giuseppe Verdi.
En 1860, Schnorr épouse Malvina Garrigues (1825-1904), une soprano portugaise née à Copenhague, plus âgée que lui de dix ans, qui limite ses apparitions sur scène de façon à aider la carrière prometteuse de son mari.
Le roi Louis II de Bavière entend le ténor dans Lohengrin en 1861. On pense que cette représentation est l'une de celles qui firent du roi un ardent défenseur de Wagner et de sa musique.
En 1862, Schnorr et sa femme rencontrent Wagner lui-même à Biebrich, près de Wiesbaden. Celui-ci leur demande de chanter des passages de son nouvel opéra, Tristan und Isolde, en les accompagnant au piano. Le compositeur est impressionné par les résultats.
Une tentative de monter Tristan und Isolde à l'opéra de Vienne échoue après plus de 70 répétitions, notamment parce que le ténor résident est incapable de maîtriser le rôle écrasant de Tristan. 
C'est à la demande de Wagner lui-même que Ludwig Schnorr von Carolsfeld et sa femme sont choisis pour chanter Tristan et Isolde ; Louis II est très favorable à une nouvelle représentation. Les répétitions commencent le 10 avril 1865, le jour où Cosima von Bulow donne naissance à une fille prénommée Isolde dont le père n’est autre que Wagner. Un refroidissement de Malvina oblige à repousser la date de la première qui a finalement lieu à Munich le 10 juin 1865. L'ouvrage reçoit des critiques mitigées, certains le qualifiant d'« indécent ».
Mais l’interprétation de Ludwig Schnorr von Carolsfeld fait l’unanimité. Trois ans plus tard, Wagner se souviendra  : 
« Je ne puis encore décrire l’interprétation du rôle de Tristan par Schnorr, et comment elle atteignit à son point culminant, au troisième acte de mon drame ; peut-être bien pour la raison qu’elle échappe à tout parallèle. […] Qu’on se dise maintenant que tout cet orchestre extraordinaire, par rapport aux monologues où s’épanche le chanteur qui git là, sur un lit, ne se comporte pas autrement, au point de vue de l’opéra proprement dit, que l’accompagnement de ce qu’on appelle un solo de chant ; et qu’on en conclue de quelle importance était l’exécution de Schnorr, si j’ose invoquer le témoignage de tout auditeur sincère de ces représentations de Munich [pour dire] que, de la première à la dernière mesure, toute l’attention et l’intérêt se concentraient exclusivement sur l’acteur, le chanteur, restaient enchaînés à sa personne, qu’il n’y eut pas un seul instant de distraction ou d’absence pour un mot du texte, et que, bien plus, l’orchestre disparaissait devant le chanteur, ou — pour mieux dire — semblait être enveloppé dans son interprétation. »
Six semaines et trois représentations plus tard, le chanteur meurt à Dresde, 19 jours après son 29e anniversaire. Cette mort mystérieuse et prématurée fait de lui une légende ; elle sera souvent attribuée aux efforts démesurés exigés par un rôle de ténor wagnérien. En réalité, cependant, c'est un refroidissement suivi de complications rhumatismales qui ont provoqué une crise d'apoplexie que le ténor obèse n'a pas pu surmonter.
Il est enterré avec son père au vieux cimetière Sainte-Anne de Dresde.
Après la mort de son mari, Malvina n'a pas le courage de poursuivre sa carrière et abandonne la scène pour s'adonner à sa passion, la poésie.